# Натынка
Натынка, или Нытынка, — река в России, протекает в Воскресенском районе Московской области. Согласно водному реестру, Натынка является левым притоком реки Сушенки (на топографических картах обозначается как левый приток Нерской).
Река Натынка берёт начало в районе платформы Рудниковская. Течёт на запад. Устье реки находится около платформы Трофимово в 5,9 км по левому берегу реки Сушенка. Длина реки составляет 15 км, площадь водосборного бассейна — 66,7 км².
По данным Государственного водного реестра России, относится к Окскому бассейновому округу. Речной бассейн — Ока, речной подбассейн — бассейны притоков Оки до впадения Мокши, водохозяйственный участок — Москва от водомерного поста в деревне Заозерье до города Коломны.